# ۴۰ بانک استریت
۴۰ بانک استریت (انگلیسی: 40 Bank Street) یک آسمان‌خراش در شهر لندن، انگلستان است.
این آسمان‌خراش که در ناحیه کنری وورف در منطقه تاور هملتس لندن قرار دارد در سال ۲۰۰۰ شروع به ساخت شده و در سال ۲۰۰۳ افتتاح شده است، این برج دارای ۳۳ طبقه و ۱۵۳ متر ارتفاع می‌باشد.

## مستاجرها
- BGC Partners
- آلن و اوری
- Amazona Group
- گروه بانکداری استرالیا و نیوزیلند
- Brickendon Consulting
- Carlson Wagonlit Travel
- CCT Venues
- بانک سازندگی چین
- eSpeed
- Enterprise UK
- I2 Office
- Interquest
- IQ Financial Markets
- Jones Lang LaSalle
- Language Line
- Lead Generation X
- Oracle Financial Services Software
- PhonepayPlus Limited
- Prolegal
- Saxo Bank
- Secure Trading
- Servcorp
- رویال داچ شل
- اسکادن، آرپس، اسلیت، مهرن و فلام